# Gláuber (ur. 1983)
Gláuber, właśc. Gláuber Leandro Honorato Berti (ur. 5 sierpnia 1983 w São José do Rio Preto) piłkarz brazylijski grający na pozycji środkowego obrońcy. Posiada także obywatelstwo włoskie.

## Kariera klubowa
Gláuber rozpoczął piłkarską karierę w Clube Atlético Mineiro pochodzącego z miasta Belo Horizonte. Grał w drużynach młodzieżowych, a następnie widniał w kadrze pierwszej drużyny, ale nie zdołał zadebiutować w lidze brazylijskiej i w 2003 roku oddano go do SE Palmeiras. W barwach tego klubu zadebiutował w Serie B 16 sierpnia w zremisowanym 1:1 spotkaniu z Ceará Sporting Club. Na koniec sezonu wywalczył z Palmeiras awans do Serie A i w 2004 roku zajął z zespołem z São Paulo 4. miejsce w lidze. W 2005 roku zadebiutował w rozgrywkach Copa Libertadores i dopiero w tamtym roku coraz częściej grał w pierwszym składzie Palmeiras.
W grudniu 2005 Gláuber został wypożyczony do niemieckiego klubu, 1. FC Nürnberg. 12 lutego 2006 zadebiutował w Bundeslidze w przegranym 1:2 wyjazdowym spotkaniu z Bayernem Monachium. Do końca sezonu wystąpił w 12 meczach drużyny (8. miejsce w lidze) i zrobił na tyle dobre wrażenie na menedżerze Martinie Baderze, że klub z Norymbergi wykupił go z Palmeiras za 500 tysięcy euro. W sezonie 2006/2007 Gláuber partnerował w obronie Andreasowi Wolfowi, ale w listopadzie doznał kontuzji, która wyeliminowała go z gry na 5 miesięcy. Po powrocie zajął z FCN 6. miejsce w lidze oraz wywalczył Puchar Niemiec. Po sezonie przedłużył kontrakt z zespołem do 2011 roku.
1 września 2008 roku przeszedł jednak do angielskiego Manchesteru City. W zespole tym był jednak rezerwowym, zadebiutował 24 maja 2009 roku w meczu z Boltonem Wanderers. W lipcu opuścił klub po tym jak jego kontrakt wygasł. Kilka miesięcy później powrócił do Brazylii, gdzie został zawodnikiem AD São Caetano. Po pół roku ponownie zawitał w Europie. Został zawodnikiem rumuńskiego klubu Rapid Bukareszt. W 2013 roku przeszedł do Colorado Rapids.
| Sezon   | Klub            | Kraj              | Rozgrywki                       | Mecze | Bramki |
| ------- | --------------- | ----------------- | ------------------------------- | ----- | ------ |
| 2003    | SE Palmeiras    | Brazylia          | Campeonato Brasileiro (Serie B) | 13    | 0      |
| 2004    | SE Palmeiras    | Brazylia          | Campeonato Brasileiro (Serie A) | 4     | 0      |
| 2005    | SE Palmeiras    | Brazylia          | Campeonato Brasileiro (Serie A) | 10    | 0      |
| 2005/06 | 1. FC Nürnberg  | Niemcy            | Bundesliga                      | 12    | 0      |
| 2006/07 | 1. FC Nürnberg  | Niemcy            | Bundesliga                      | 20    | 0      |
| 2007/08 | 1. FC Nürnberg  | Niemcy            | Bundesliga                      | 19    | 0      |
| 2008/09 | Manchester City | Anglia            | Premier League                  | 1     | 0      |
| 2010    | AD São Caetano  | Brazylia          | Campeonato Paulista             | 6     | 0      |
| 2010/11 | Rapid Bukareszt | Rumunia           | Liga I                          | 24    | 1      |
| 2011/12 | Rapid Bukareszt | Rumunia           | Liga I                          | 10    | 0      |
| 2012/13 | Rapid Bukareszt | Rumunia           | Liga I                          | 12    | 0      |
| 2013    | Colorado Rapids | Stany Zjednoczone | MLS                             | 13    | 1      |

## Kariera reprezentacyjna
Gláuber występował w młodzieżowej reprezentacji Brazylii U-20. Natomiast 27 kwietnia 2004 zaliczył swój pierwszy mecz w pierwszej reprezentacji kraju, a Brazylia pokonała 3:0 Gwatemalę. Był to jego, jak do tej pory, jedyny mecz w kadrze narodowej.